# 추적 (1984년 영화)
"추적"은 1984년에 개봉한 대한민국의 영화이다.

## 캐스팅
- 민복기
- 김동현
- 김영일
- 장선
- 박동룡
- 김기범
- 이은숙
- 이은혜
- 박종설
- 김기종
- 이재영
- 이진영
- 박양근(1952년~2016년)
- 유일문
- 김형진
- 김용규
- 강득희
- 김병규
- 성명순
- 지승용